# معمای ماری روژه

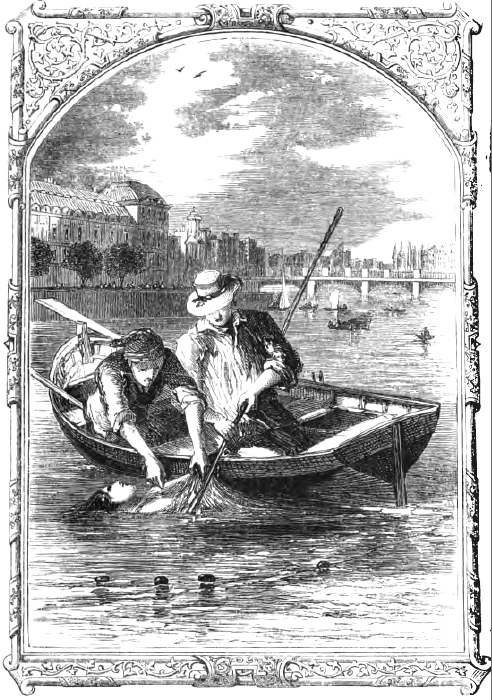
نقاشی بخشی از کتاب معمای ماری روژه

معمای ماری روژه (به انگلیسی: The Mystery of Marie Rogêt) کتابی نوشته ادگار آلن پو (۱۸۰۹–۱۸۴۹) نویسنده اهل آمریکا است. این کتاب دارای ۳ داستان به نام‌های «قتل‌های کوچه مورگ»، «معمای ماری روژه» و «نامه ربوده شده» است. داستان «قتل‌های کوچه مورگ» یکی از شناخته شده‌ترین داستان‌های آلن‌پو، نخستین بار در سال ۱۸۴۱ میلادی در نشریه‌ای به نام «گراهام» منتشر شد.
آگوست دوپن شخصیت اصلی این کتاب است. به عقیده برخی این کتاب و داستان «قتل‌های کوچه مورگ» آغازکننده ادبیات کارآگاهی می‌باشد.
این کتاب در ایران توسط «انتشارات کتاب نشر نیکا» به ترجمه کاوه میرعباسی به چاپ رسیده‌است.